# Лі Сан

Лі Сан (кор. 이상 (23 вересня 1910 – 17 квітня 1937) був поетом, письменником, прозаїком та архітектором японського колоніального періоду. Автор був яскравим представником сучасного письменника та письменника-авангардисту РК в період японського колоніального періоду. Справжнє ім'я автора Хе-Кюнг Кім (кор.김해경), а походження родини - клан Каннин Кім (кор. 강릉 김씨).

## Біографія

### Раннє життя
Він Банчон-Дон (кор. 반정동) і був старшим сином серед двох синів і однієї дочки свого батька, Кім Йон Чжан (кор. 김연창)  , і його матері, Пак Се Чжан (кор. 박세창). Справжнє ім'я Хе-Кюнг Кім (кор. 김해경), а її рідне місто Каннин. У нього є молодша сестра Кім Ок Хве (кор. 김옥희) та молодший брат Кім Вун Гюн (кор. 김운경). Батько працював у друкарні в палаці під час пізньої династії Чосон до японської окупації. Після того, як йому ампутували палець, він залишив роботу та відкрив перукарню неподалік від свого дому, щоб створити сім’ю. У 1913 році його дядько прийняв свого племінника Лі Сана, який не жив з законною дружиною, виховував його, як власну дитину, і допомагав йому в навчанні. Однак дядько привів нову жінку і довелося покинути будинок. У 1917 році, у віці восьми років, він вступив до школи Шінмьон. Під час навчання в школі він став однокласником художника Ку Бон Вуна (кор. 구본웅), і вони стали давніми друзями. Після закінчення школи Шінмьон у 1921 році він вступив до школи Донгван. У 1922 році, коли школу Донгван об'єднали зі звичайною школою, його перевели до середньої школи Босон. У 1924 році він став засновником середньої школи Босон як основи центральної буддійської церкви Чосон. Навчаючись у середній школі, він зацікавився мистецтвом, став художником-початківцем і досяг високих академічних оцінок. У 1925 році картина маслом «Пейзаж кор. 풍경» була відібрана на художній виставці школи. У березні 1926 року він став четвертим випускником середньої школи Босон. Того ж року він вступив на архітектурний факультет Вищої технологічної школи. У 1929 році він закінчив шкільний факультет архітектури як найкращий у своєму класі. Кажуть, що він навіть не привітався зі своїми біологічними батьками, які були присутні на церемонії вручення дипломів у школі. Вважається, що це сталося тому, що він був злий на своїх батьків за дискримінацію, але він також був злий на своїх біологічних батьків за те, що залишили його в такому оточенні. Є свідчення, що він використовував псевдонім Лі Сан замість свого справжнього імені у своєму випускному фото-альбомі, і що воно походить від художньої скриньки, яку він отримав у подарунок від Ку Бон Вуна. Оскільки мистецька скринька була коробкою зі сливового дерева, наведене вище означає «сливове дерево».

### Зайнятість та досягнення
Коли автор у 1929 році закінчив факультет архітектури у середній школі Кьонсон як кращий у своєму класі, він був призначений до відділу архітектури Бюро внутрішніх справ Генерального уряду Кореї за рекомендацією школи. У листопаді того ж року він перейшов до відділу Йонсонгьо (кор. 영선)  Департаменту бухгалтерського обліку Секретаріату японського Генерального уряду Кореї. Крім того, він приєднався до Архітектурної асоціації Чосон, яка була сформована в березні 1922 року японськими інженерами-архітекторами, які увійшли до Чосон як постійний член і виграли перше та третє місця в конкурсі дизайну обкладинки для японського журналу товариства «Чосон і архітектура (кор. 조선과 건축)». У 1930 році його дебютний і єдиний повнометражний роман «12 грудня» був опублікований у корейській версії Чосон (кор. 조선), журналу, який видавав японський генеральний уряд Кореї для просування колоніальної політики Японії для громадськості, понад 9 номерів від з лютневого номера на грудневий, під псевдонімом. У червні 1931 року західна картина «Автопортрет» була відібрана на 10-й художній виставці Чосон. Того ж року він опублікував близько 20 віршів, у тому числі «Дивна оборотна реакція», написану японською мовою, тричі в «Чосон і архітектура (кор. 조선과 건축)». У 1932 році він опублікував Закон про японську поезію та публікації під назвою «Архітектурний нескінченний шестигранник» у журналі «Чосон і архітектура». Він опублікував новелу «Темна кімната карти» під псевдонімом Bugu. Того ж року він отримав чотири почесні згадки на конкурсі дизайну обкладинки для журналу «Чосон і архітектура (кор. 조선과 건축)».

### Останні роки життя
У 1931 році у Лі Сана діагностували туберкульоз легенів, і симптоми хвороби поступово посилювалися. У 1933 році він був у стресі через тертя зі своїм новопризначеним японським начальником, і в результаті він страждав від сильного кровохаркання та загострення туберкульозу легенів, що ускладнювало йому виконання своїх обов'язків. Він пішов у відставку з посади прапора офіцером і відновився навесні.  У 1936 році, працюючи в Чжанманса (кор. 창문사) за угодою Ґу Бон Вонга, він відредагував і опублікував перший номер журналу «Поезія та роман». Він отримав увагу критиків, коли опублікував оповідання «Цзідзюхоесі (кор. 지주회시)» та «Крила (кор. 날개)» . Він провів найпродуктивніший рік у своєму житті, опублікувавши серійну поему «Йонтан (кор. 역단)» і серіалізувавши «Веток (кор. 위독)». У червні він одружився з Бьон Донг-Рім і створив дім для новоспеченого в Хванггимчжон, Кьонсон. Наприкінці жовтня я поїхав до Японії в пошуках нового світу літератури. У Токіо він часто зустрічався та обговорював літературу з Шин Пек Су, Лі Сі У, Чон Хьон Уном і Чо Пунг Йоном. Наступного року він опублікував оповідання «Східне море (кор. 동해)» і «Чонсенгі (кор. 종생기)». У лютому 1937 року його заарештували в токійській поліцейській дільниці за підозрою в нанесенні жертв. Після розслідування, яке тривало близько місяця, він був звільнений під заставу через загострення туберкульозу легенів і був госпіталізований до лікарні Токійського університету. Він помер у віці 28 років в лікарні Токійського університету. Його дружина Бьон Дон Рім, яка приїхала до Японії після того, як почула термінову звістку про те, що він у критичному стані, кремувала останки й поховала їх на кладовищі Міарі. Кажуть, що в останні роки життя Лі Сан любив випити і полюбляв жінок. Пак Тхе Вон, колега-письменник і друг, сказав про Лі Сан: «Він любив жінок, алкоголь, друзів і літературу, але не любив власного тіла навіть наполовину». Цього разу смерть Лі Сана залишає ім’я і також сказав: «Це була лише молитва за хворих, але по суті це не було якесь самогубство — підозра сильна».

## Висновок
Лі Сан робив нові та експериментальні спроби, які ігнорували існуючу літературну систему, наприклад, ігнорування граматики або включення математичних символів у твір. Це те, що рідко робилося раніше в корейській літературі, і через це оцінюють його твори як такі, що мали великий вплив на літературний світ з моменту їх публікації до наших днів. Крім того, його твори часто мають аутистичні характеристики, оскільки метод розвитку сюжету не є чітким, а розвиток роману надзвичайно зосереджений лише на внутрішньому житті головного героя. Головний герой також відчужений від суспільства і часто виявляє тенденцію зосереджуватися лише на власних інтересах або метафізичному значенні, що також можна аналізувати як опис самого автора.
Унікальний наративний метод, що використовує граматичну деструкцію та техніку потоку свідомості, чітко розкриває неграматичне, тобто несвідоме, внутрішнє «я» героя  та означає антипатію чи зневагу до існуючої літератури, водночас усуваючи об’єкт оповіді та зосереджуючись лише на самій мові
Згідно з деякими твердженнями, Лі Сан використовував гру слів, щоб висловити свій опір японському колоніальному правлінню, випустивши романи з назвами «12 і 12» великими літерами у всеохоплюючому щомісячному журналі, який видається безпосередньо японським генерал-урядом Кореї. Кажуть, що Лі Сан скористався тим фактом, що японські чиновники в японському генеральному уряді Чосон розуміли 12 і 12 як просто числа і не помічали, що, коли їх вимовляти корейською, це стає образою. Однак це можна заперечити, оскільки Лі Сан ніколи не виявляв великої антипатії до японського колоніального панування чи інтересу до руху за незалежність.